# تشارلز ميلر (سياسي)
تشارلز ميلر (بالإنجليزية: Charles Miller) هو سياسي أمريكي، ولد في 2 أغسطس 1939 في تومبكينسفيل في الولايات المتحدة. حزبياً، نشط في الحزب الديمقراطي.